# Ģirts Karlsons
Ģirts Karlsons (Liepāja, 7 juni 1981) is een Lets voormalig voetballer die bij voorkeur als aanvaller speelde. Karlsons debuteerde in 2003 in het Lets voetbalelftal.